# Zlatko Horvat
Zlatko Horvat (født 25. september 1984 i Zagreb) er en kroatisk håndboldspiller, der spiller for ungarske Dabas KK efter at have spillet i RK Zagreb gennem størstedelen af sin karriere. Han har også spillet på det kroatiske landshold gennem en femtenårig perioder og der været med til at vinde adskillige medaljer ved store mesterskaber.

## Håndboldkarriere

### Klubber
Horvat spiller højre fløj og spillede fra begyndelsen af sin karriere i RK Zagreb, som i en lang periode var altdominerende i Kroatien. Således var Horvat med til at vinde femten mesterskaber i træk fra 2003 til 2017 og desuden den kroatiske pokalturnering alle disse år. Siden har han haft en kort periode i makedonske RK Metalurg Skopje, inden han kom til ungarske Dabas KK , og her en kortere periode været udlånt til sin oprindelige klub, RK Zagreb.

### Landshold
Horvat debuterede på det kroatiske landshold i 2005 og har siden været med til at vinde en række medaljer for sit land. Ved EM 2008  blev det til kroatisk sølv, året efter til VM-sølv på hjemmebane og ved EM 2012 EM-bronze. Ved VM 2013 blev det til kroatisk bronze, og ved EM 2016 til bronze, mens Horvats sidste mesterskabsmedalje blev af sølv ved EM 2020.
Han var også med i den kroatiske trup, der blev nummer fire ved OL 2008 i Beijing. Ved OL 2012 i London vandt Kroatien alle kampe i sin indledende pulje og i kvartfinalen over Tunesien, inden det blev til semifinalenederlag til Frankrig, der senere vandt finalen over Sverige, mens Kroatien vandt bronze efter sejr i kampen om tredjepladsen mod Ungarn. Han var også med ved OL 2016 i Rio de Janeiro, hvor Kroatien blev nummer fem.